# Sascha Empacher
Sascha Empacher (* 24. Oktober 1969 in Osterode am Harz) ist ein deutscher Sportmanager, Unternehmer und Spielervermittler.

## Karriere
Seit 1992 studierte Empacher Sportwissenschaft und Publizistik an der Freien Universität Berlin, 1997 schloss er das Studium mit dem Master of Arts ab. Nach Stationen bei SAT1, DSF, Eurosport und T-Online/FC Bayern gründete er 2003 die Firma SPOCS sports consultants, deren Inhaber und Geschäftsführer er bis heute ist. Diese ist auf Beratung, Management und Transfers von Fußballspielern und Trainern spezialisiert. Zu den betreuten Spielern gehören Mohamed Salah, Abdul Rahman Baba, Mohamed Elneny, Ally Samatta, Nicolae Stanciu, Martín Dubravka und Sasa Kalajdzic.  Er gilt als einer der bedeutendsten Fußballmanager weltweit und ist besonders in Afrika sehr populär aufgrund seiner Erfolge, aber auch wegen seiner Unterstützung vor Ort. Im Juni 2020 gab Empacher ein Interview, in dem er die Arbeit eines Spielerbetreuers unter den Bedingungen der COVID-19-Pandemie schildert. Zwei Jahre später produzierte Sky UK die weltweit ausgestrahlte Dokumentation Deadline Day über ihn.

## Publikationen
- Die Vermarktung der Fußball-Bundesliga, Pforzheim, Wieland 2000, ISBN 3-934711-02-2.
- Die Entwicklung vom Volkssport zu profitorientierten Einheiten, dargestellt am Beispiel des Fussballs. In: Arnold Hermanns: Management-Handbuch Sport-Marketing, München, Vahlen 2001, S. 201–215, ISBN 3-8006-2619-5.